# Glose ordinaire

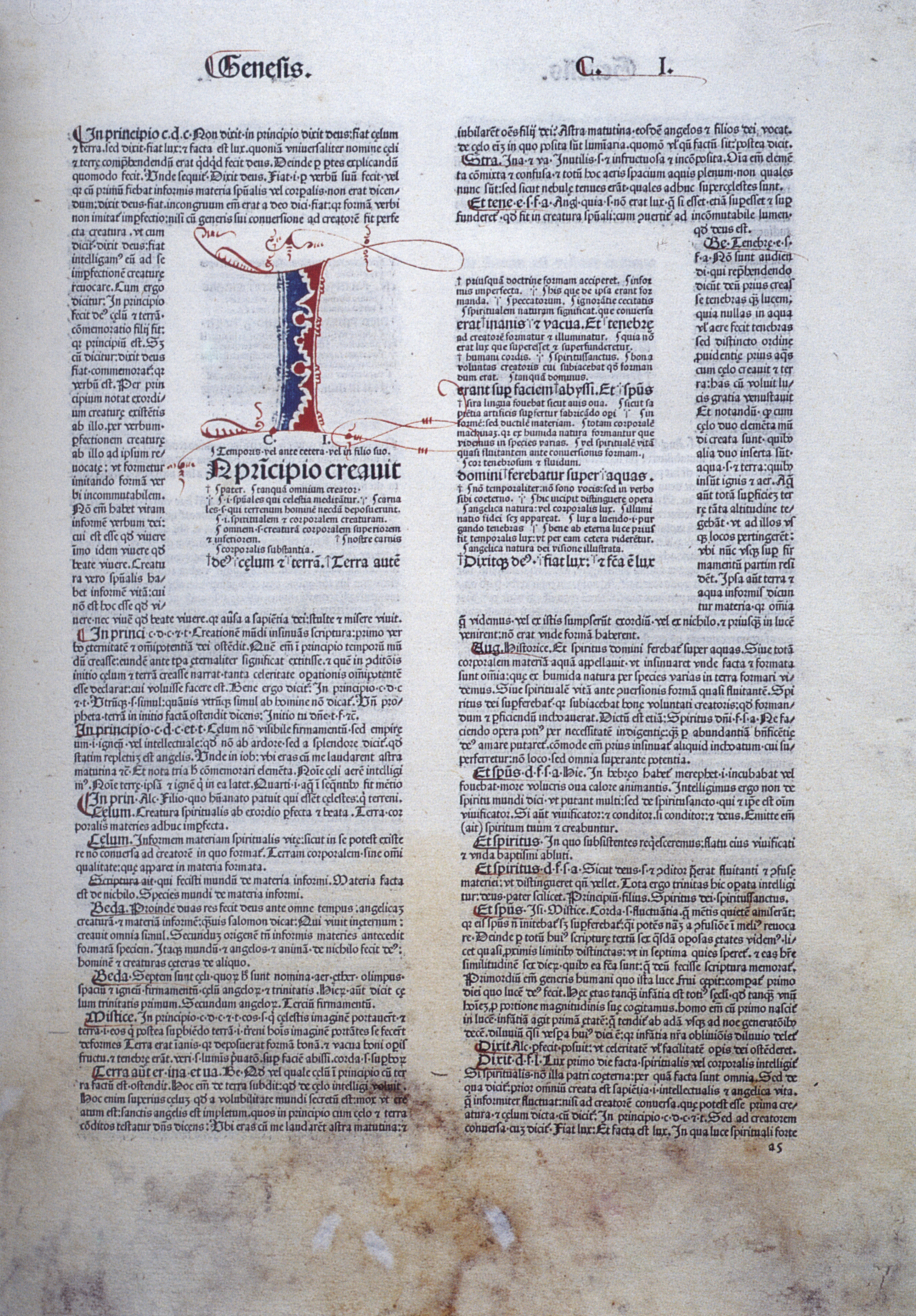
Genèse I de "Biblia latina cum glossa ordinaria Walafridi Strabonis", imprimé par Adolf Rusch à Strasbourg en 1481 pour Anton Koberger à Nuremberg.

La Glossa Ordinaria (la Glose ordinaire) est un ensemble d’annotations accompagnant le texte biblique, élaboré par Anselme de Laon et ses disciples entre 1080 et 1130, soit entre les lignes du texte sous la forme de glose interlinéaire (explications très simples sur le sens de certains mots), soit encadrant le texte sous la forme de glose marginale (avec les meilleurs commentaires patristiques).

## Enseignement biblique
Elles ont été largement utilisées comme références dans le système d'enseignement de la chrétienté dans les écoles cathédrales de l'époque carolingienne et par la suite, et n'ont été oubliées qu'au XIVe siècle. Pour de nombreuses générations, la Glossa ordinaria était le commentaire standard sur les Écritures en Europe de l'ouest ; elle a grandement influencé la culture de l'occident chrétien.

## Versions
Une version largement utilisée de la Glossa ordinaria a été compilée par l'école de Laon, elle trouve son origine au début du XIIe siècle avec Anselme de Laon à qui on attribue souvent d'y avoir œuvré à partir d'anciennes gloses et d'autres sources. Avant le XXe siècle, la Glossa ordinaria était attribuée à Walafrid Strabon.
La patrologie Latina, volumes 113 et 114, contient une version de la glossa, qui, outre qu'elle est à tort attribuée à Strabon, relève d'une tradition manuscrite ultérieure. 
On dispose d'un fac-similé de la première édition imprimée d'une glossa publiée à Strasbourg vers 1480. L'époque moderne connaît un intérêt accru pour la glossa, et quelques éditions commentées et traductions modernes ont été publiées.

## Œuvres similaires
D'autres écrits ont également leur propre glossa ordinaria, comme celle du corpus juris civilis par Accursius, ou celle du décret de Gratien par Johannes Teutonicus Zemeke (en) et Barthélemy de Brescia (en).